# David Teniers l'Ancien
Pour les articles homonymes, voir David Teniers.

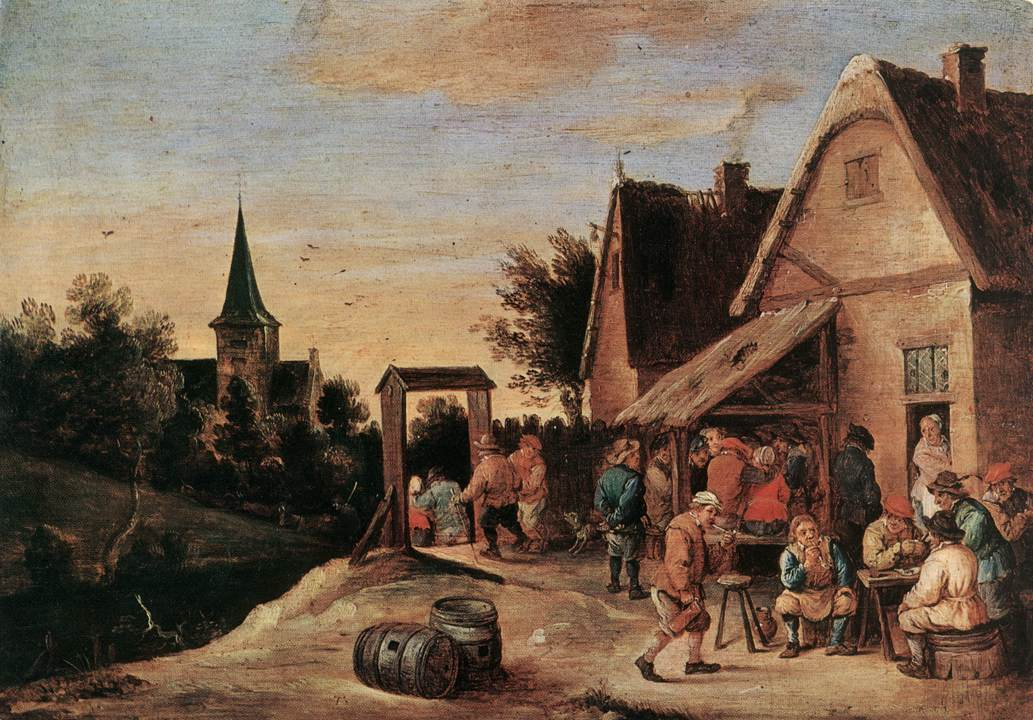
Fête de village

David Teniers dit l'Ancien ou le Vieux est un peintre flamand, né à Anvers en 1582 et mort à Anvers le 29 juillet 1649. Il est le frère de Juliaen Teniers.
Il est le père de David Teniers le Jeune et le grand-père de David Teniers III, avec qui il ne doit pas être confondu.

## Biographie
Peintre flamand d'origine athoise, il est une figure marquante d'une dynastie de peintres : il est le père de David Teniers le Jeune et le grand-père de David Teniers III. Il fut aussi un marchand de tableaux plein de succès, et on sait qu'il a pris part à la foire de la Saint-Germain à Paris en 1635, avec de nombreux tableaux de lui-même et de ses quatre fils. Il est le petit-neveu de Joachim et Jean Taisnier.
Il reçut les premiers enseignements de son frère Julien, peintre également. Il étudia notamment auprès de Rubens, à Anvers, et côtoie l'artiste allemand Adam Elsheimer à Rome. En 1606, âgé de 24 ans, il est admis au sein de la gilde anversoise des peintres.
Bien que son ambition l'amena à aiguiser ses compétences sur d'imposantes compositions sacrées, historiques et mythologiques, il doit sa renommée à ses représentations du terroir et des paysages anversois, de foires et de scènes de liesse, marquées par un sens de l'humour ; ces compositions sont régulièrement confondues avec les œuvres de jeunesse de son fils David le Jeune.

## Œuvres
Une grande peinture, attribuée à Teniers l'Ancien est conservée à l'église Saint-Paul d'Anvers ; elle représente les Œuvres de charité. La Galerie de Vienne conserve quatre paysages peints par Teniers, influencés par Elsheimer, ainsi que quatre petites compositions mythologiques. La National Gallery possède Le Jeu de boules, une scène caractéristique de la vie villageoise, une Conversion de trois hommes et une femme ainsi qu'un vaste paysage rocailleux. D'autres exemples de son œuvre sont entreposées dans divers musées, à Bruxelles, Saint-Pétersbourg, Madrid, Dresde, Berlin notamment.

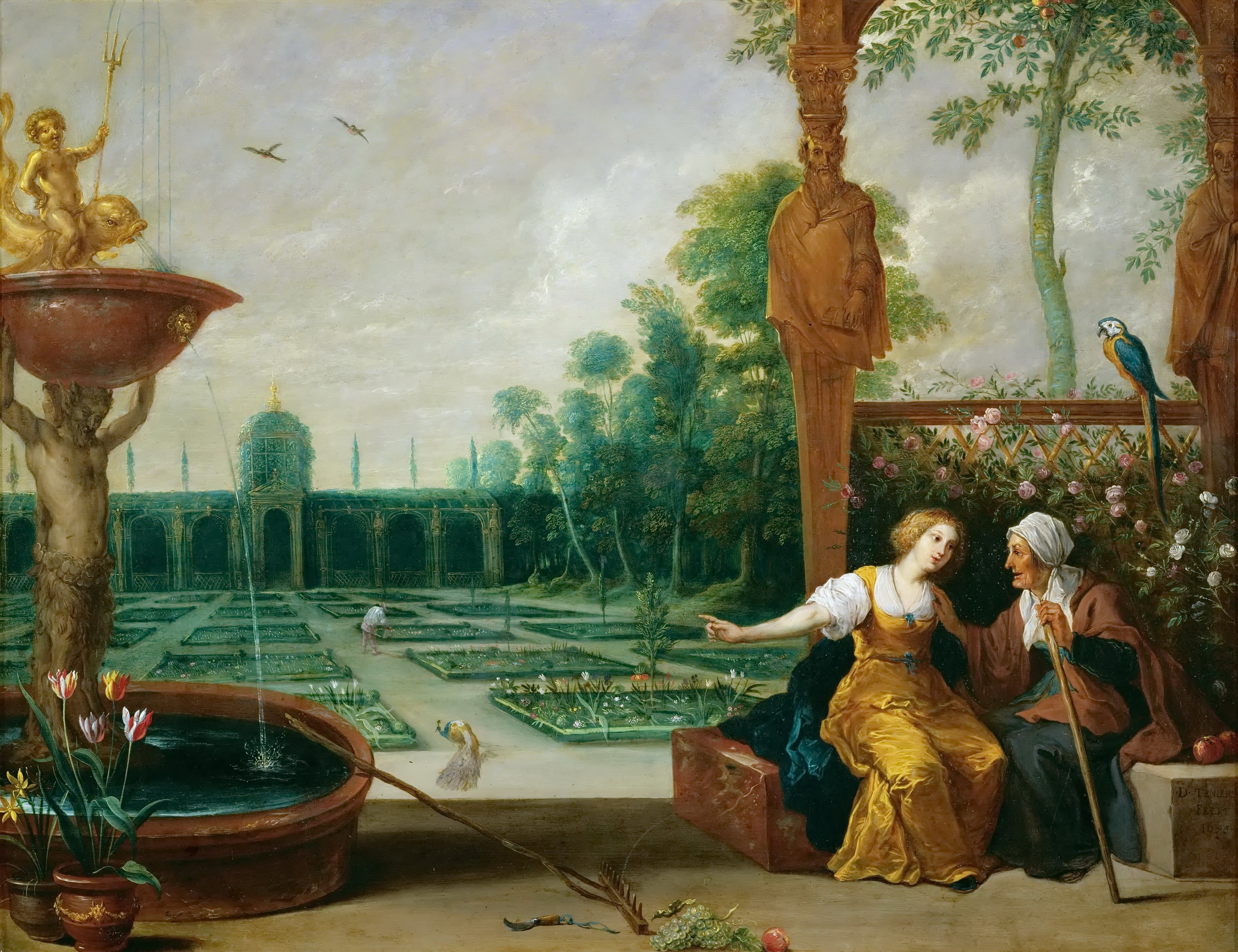
Vertumne et Pomone, 1638
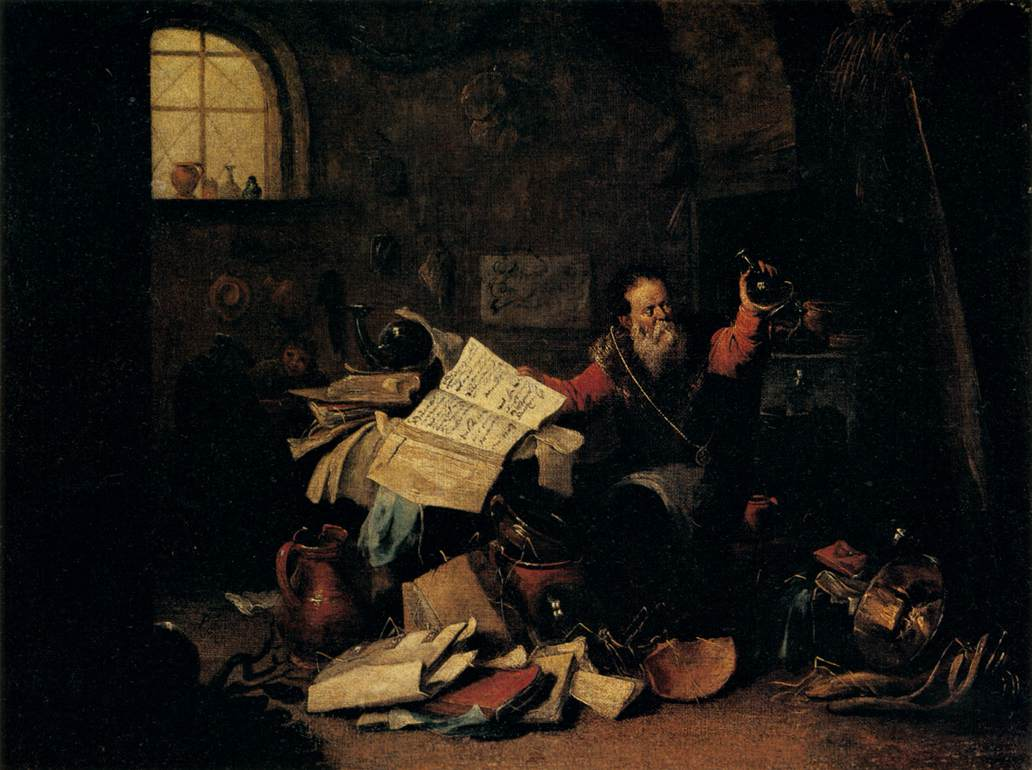
L'Alchimiste, années 1640
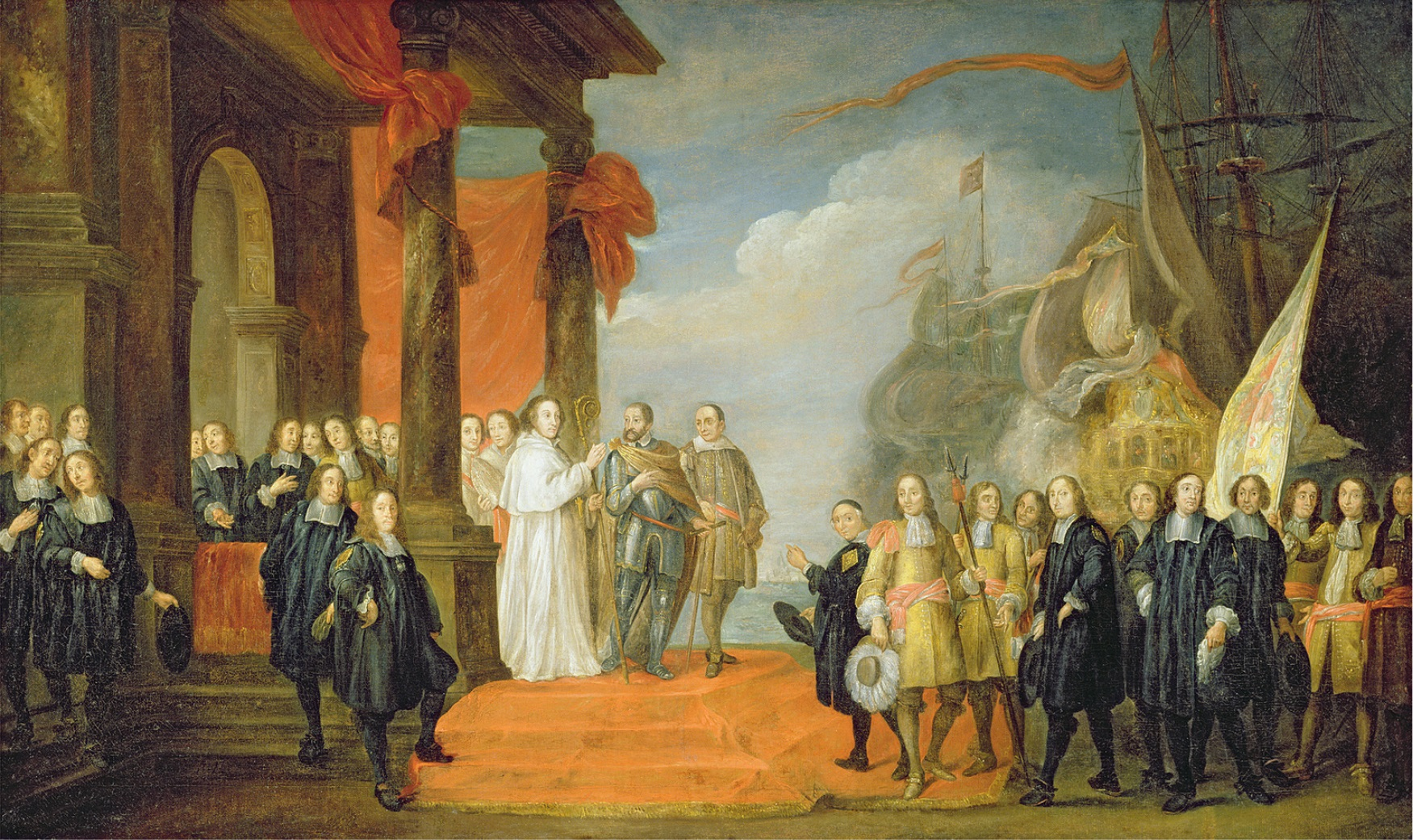
Charles Quint quittant la ville de Dordrecht
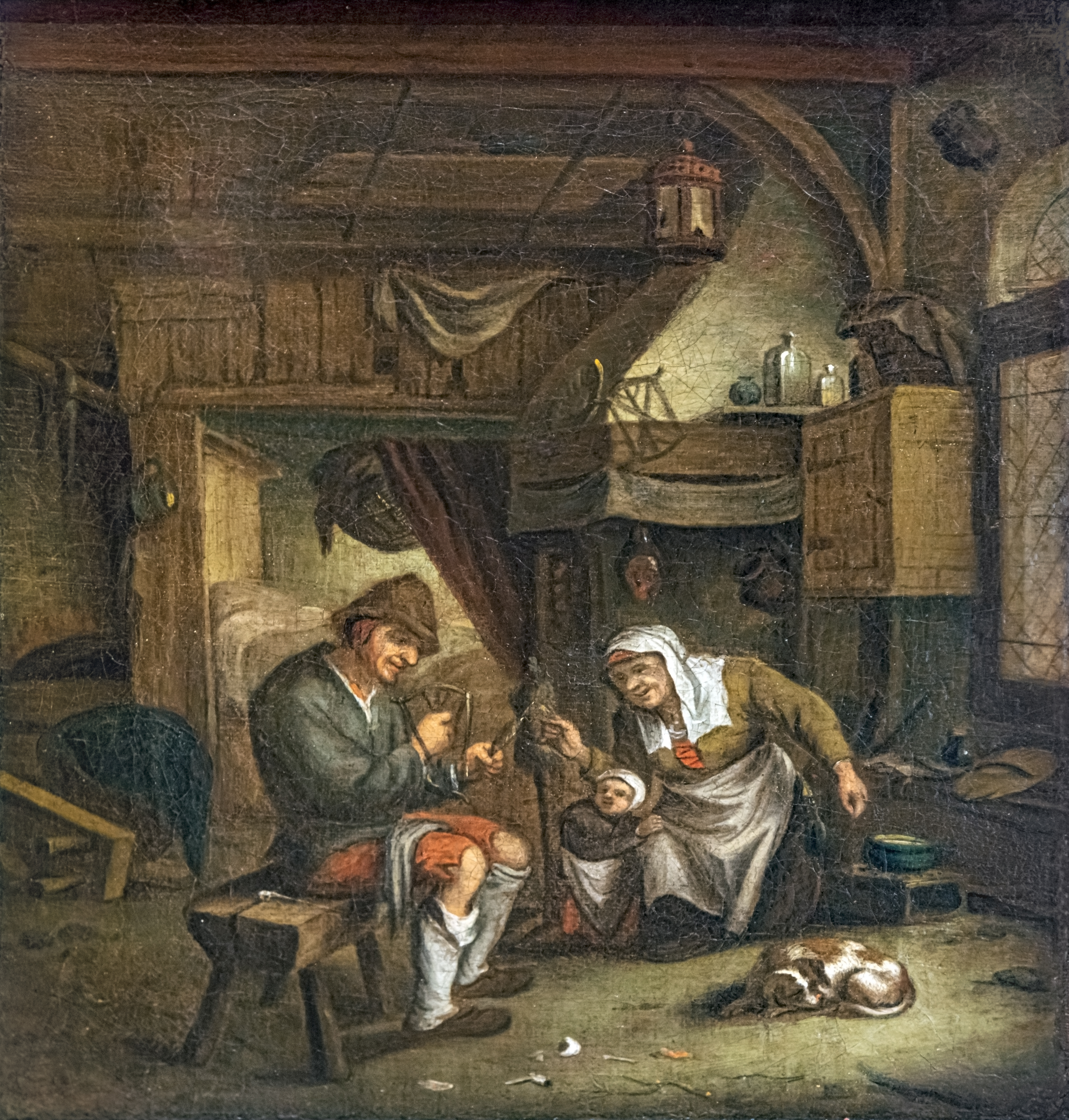
Intérieur hollandais Musée des Beaux-Arts de Carcassonne